# Handler Nándor

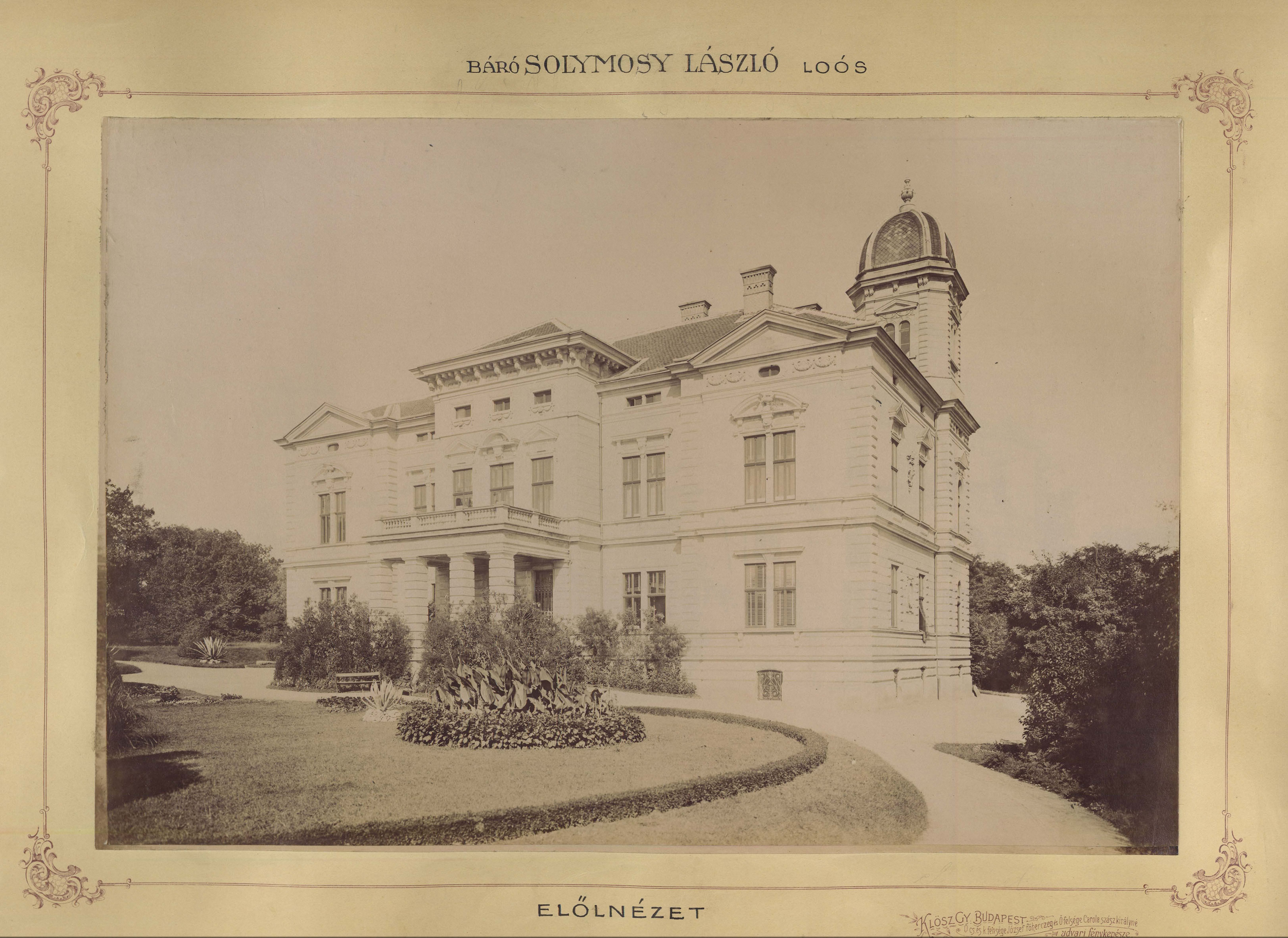
Nagylózs, a volt Solymosy-kastély (az 1800-as években)

Handler Nándor, teljes nevén Handler Ferdinánd Nándor (Sopron,  1836. február 27. – Sopron, 1888. szeptember 12.) építész.

## Életpályája
Soproni építészcsaládba született, amely Ausztriából költözött Sopronba. Nagyapja, Handler Jakab a romantikus klasszicizmus képviselője volt. Apja, Handler József (1796–1881) neorenszánsz stílusú épületeket alkotott a városban. Nándor Handler József és Fuchs Katalin hatodik gyermekeként született. Nándor fiatal korától kiváló műszaki rajzoló volt, apja éppen erre tekintettel kérvényezte fiának a katonai szolgálat alól való felmentését. Nándor minden bizonnyal Ausztriában, illetve Németország déli részén tanult.

## Művei

### Sopronban
- volt városi reáliskola (később Széchenyi Gimnázium)
- volt evangélikus árvaház,
- volt orsolyita templom, zárda és iskola.

### Nagylózson
- a volt báró Solymossy-kastély (később szociális otthon).